# Старчеус, Игорь Евгеньевич
Старчеус, Игорь Евгеньевич (род. 22 февраля 1955 года, Одесса, Украинская ССР) — советский и российский военачальник. Начальник Управления береговых войск ВМФ России (2005—2009). Генерал-лейтенант (12.12.2003).

## Биография
Родился 22 февраля 1955 года в Одессе, в семье морского офицера.
В 1972 году окончил Киевское суворовское военное училище и поступил в Омское высшее общевойсковое командное училище.
По окончании училища в 1978 году, служил в частях специального назначения в группе советских войск в Германии, затем командовал разведывательным батальоном в Туркестанском военном округе.
В 1988 году окончил обучение в Военной академии бронетанковых войск и продолжил службу на должностях: начальника штаба полка морской пехоты Тихоокеанского флота (ТОФ), командира полка, начальника штаба дивизии морской пехоты, с 1996 года — заместителя начальника штаба береговых войск ТОФ, с 1998 года — начальника штаба береговых войск ТОФ, с 2000 года — заместителя командующего группировкой сил и войск Северо-Востока по береговым войскам. Генерал-майор (11.12.2001).
С августа 2002 года — начальник сухопутных и береговых войск Тихоокеанского флота.
5 января 2005 года Указом Президента РФ назначен начальником Управления береговых войск Военно-морского флота Российской Федерации.
В 2009 году уволен в запас.
С 2010 года, является старшим научным сотрудником Научно-исследовательского института Военной академии Генерального штаба Вооружённых сил Российской Федерации.
С 1 сентября 2016 года по 2018 год являлся директором московского морского кадетского корпуса «Навигацкая школа».

## Награды
- орден «За военные заслуги» (1999);
- медаль Жукова;
- медаль «300 лет Российскому флоту»;
- медаль «За отличие в воинской службе» II степени;
- медаль «60 лет Вооружённых Сил СССР»;
- медаль «70 лет Вооружённых Сил СССР»;
- медали «За воинскую доблесть» I и II степеней;
- медаль «Адмирал Флота Советского Союза С. Г. Горшков»;
- медаль «За участие в Главном военно-морском параде»;
- медаль «За службу в морской пехоте»;
- медали «За безупречную службу» I, II и III степеней.